# Aoteadrillia otagoensis
Aoteadrillia otagoensis är en snäckart som beskrevs av Powell 1942. Aoteadrillia otagoensis ingår i släktet Aoteadrillia och familjen Turridae. Inga underarter finns listade i Catalogue of Life.